# Thalidomide

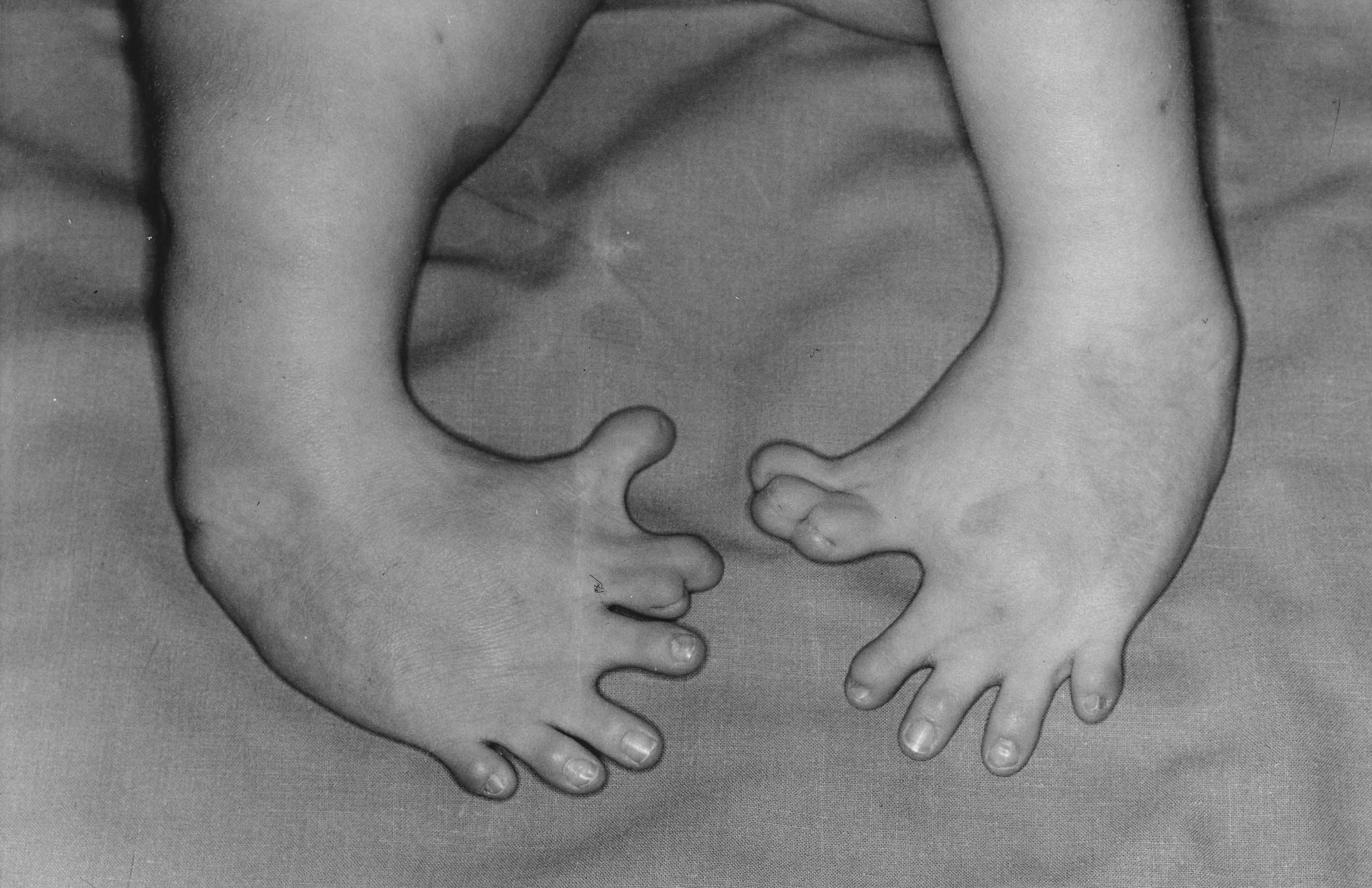
Afwijkingen door thalidomide

Thalidomide (α-N-[phtalimido]glutarimide) is een geneesmiddel dat door Chemie Grünenthal, een in Stolberg gevestigd Duits farmaceutisch bedrijf, op 1 oktober 1957 als slaapmiddel, sedativum, pijnstiller en tegen zwangerschapsbraken op de markt kwam. In 1960 werd het in meer dan veertig landen verkocht. Het was populair als slaapmiddel en tegen zwangerschapsmisselijkheid. Het werd bekend onder merknamen als Softenon (Nederland en België), Contergan (West-Duitsland), Distaval, Neurosedyn, Isomin, Kedavon, Telergan en Sedalis. 
Het middel bleek erg schadelijk voor de ongeboren vrucht. Baby's werden geboren met focomelie, een misvorming van de ledematen die eerder vrijwel nooit werd waargenomen. Dat uitte zich onder andere in geboren worden zonder handjes, voetjes aan de billen of handjes aan de schouders. De oorzaak bleek thalidomide te zijn, de werkzame stof in het middel. Kinderen met de afwijkingen kregen in Nederland de bijnaam van softenonbaby, een woord dat in de Dikke Van Dale terechtkwam. Het middel werd in 1961 in de meeste landen voor de oorspronkelijk bedoelde indicatie van de markt gehaald. Bijna 10.000 kinderen waren toen inmiddels geboren met een misvorming, de helft in West-Duitsland waar het zonder recept verkrijgbaar was.

## Aangeboren afwijkingen door thalidomide
Het eerste geval van schade door thalidomide betrof een baby die op 25 december 1956 zonder oren werd geboren. Dit was tien maanden voor de introductie van het middel en kon gebeuren door een medewerker van Grünenthal die het aan zijn zwangere vrouw gaf. Op 18 november 1961 legde de Duitse arts-geneticus Lenz het verband tussen thalidomide en ernstige afwijkingen bij pasgeborenen. In december 1961 volgde de bevestiging van dit verband door de Australische gynaecoloog McBride. De stof thalidomide bleek teratogeen. Aangedane baby's hadden ontbrekende of onderontwikkelde ledematen (focomelie). Deze foetale afwijkingen waren onvermijdbaar als de moeder in het eerste trimester van de zwangerschap tussen dag 35 en 49 na de laatste menstruatie thalidomide gebruikte. Eind 1961 werd thalidomide in de meeste landen uit de handel genomen. Opvallend is dat de Verenigde Staten gespaard bleven; de FDA, de beoordelende instantie, liet thalidomide nooit op de Amerikaanse markt toe, op aandringen van Frances Oldham Kelsey.
Dat een geneesmiddel zulke schadelijke effecten teweegbracht, schokte de medische en farmaceutische wereld. Het schandaal maakte de testeisen voor kandidaatgeneesmiddelen strenger en sindsdien wordt zwangere vrouwen aangeraden geneesmiddelen tot een minimum te beperken, hoewel de middelen waarvan bekend is dat ze de ongeboren vrucht schaden in de minderheid zijn. Ook staat tegenwoordig in elke registratietekst de invloed van het geneesmiddel op het embryo beschreven.
Op 31 augustus 2012 bood de firma Grünenthal voor het eerst excuses aan. Een week later maakte de firma bekend opnieuw schadevergoeding te gaan betalen, vijftig jaar nadat er een bedrag van 100 miljoen Duitse mark in een stichting was gestort.

### Fonds voor thalidomideslachtoffers in België
In maart 2010 bereikte de Belgische minister van Volksgezondheid Laurette Onkelinx (PS) in de regering-Leterme II een akkoord met de slachtoffers van thalidomide om een fonds voor hen op te richten. Door de val van de regering-Leterme II kwam daar echter niets van terecht. De thalidomideslachtoffers trokken daarop eind 2011 naar de burgerlijke rechtbank van Brussel om de Belgische Staat aansprakelijk te stellen voor hun leed. Volgens hen was de overheid nalatig geweest omdat ze te lang gewacht had met het verbieden van de verkoop van het geneesmiddel. De toenmalige minister van Volksgezondheid en Gezin Joseph Custers (CVP) wou namelijk niet ingrijpen voor er zekerheid bestond over de schadelijkheid van het middel, waardoor Belgische apotheken het nog tot midden 1963 verkochten. Pas in 1969 werd thalidomide volledig verboden in België.
De burgerlijke rechtbank verklaarde hun klacht tegen de Belgische Staat echter onontvankelijk wegens verjaring. In 2012 tekenden veertien thalidomideslachtoffers beroep aan tegen dit vonnis in eerste aanleg. Het hof van beroep van Brussel veroordeelde de Belgische Staat daarop in 2018 tot het oprichten van een fonds van vijf miljoen euro voor de slachtoffers. In november 2018 werd bekend gemaakt dat Belgisch minister van Volksgezondheid Maggie De Block (Open Vld) een wetsontwerp zou indienen om een dergelijk fonds op te richten voor de thalidomideslachtoffers. Tegelijk gaf minister De Block aan het arrest van het Brusselse hof van beroep aan te vechten bij het Hof van Cassatie. Volgens haar verplicht het arrest de overheid om een wetgevend initiatief te nemen, wat een schending van de scheiding der machten zou inhouden.
In februari 2019 keurde de federale ministerraad het voorstel van minister De Block goed. Het voorstel voorzag een fonds van vijf miljoen euro voor de thalidomideslachtoffers. De rechtstreekse slachtoffers (waarvan er naar schatting nog 35 in leven waren begin 2019) kregen een eenmalige forfaitaire uitkering van 125.000 euro, terwijl de nog levende ouders van een kind dat overleden was aan de gevolgen van thalidomide recht hadden op een eenmalige forfaitaire uitkering van 30.000 euro. De bedragen werden belastingvrij toegekend en hadden geen invloed op de toekenning van andere uitkeringen. Om de uitkering aan te vragen hoefden de slachtoffers geen bijkomend medisch onderzoek te ondergaan; de beslissing werd genomenop basis van het bestaande bewijsmateriaal. De slachtoffers kregen twee jaar de tijd om hun aanvraag in te dienen. Het geld dat daarna eventueel over zou zijn zou worden toegekend aan vzw's die de thalidomideslachtoffers ondersteunen. Het cassatieberoep tegen het arrest van het Brusselse hof van beroep bleef evenwel staande.

### Mechanisme
Thalidomide is een racemisch mengsel, dus bestaande uit gelijke delen van de R-enantiomeer en de S-enantiomeer (zie Optische isomerie). Men heeft onderzocht of de teratogene werking door een van de twee enantiomeren werd veroorzaakt. Voor veel verbindingen zou dit betekenen dat door een selectieve synthese van de actieve en niet-schadelijke enantiomeer de problemen kunnen worden voorkomen. Bij muizen bleek de S-enantiomeer de veroorzaker, bij konijnen beide enantiomeren. Het lijkt erop dat de onderzoekers een bijzondere eigenschap van thalidomide over het hoofd hebben gezien: in het lichaam gaat de ene enantiomeer heel snel over in de andere en ontstaat het mengsel van de S- en de R-vorm, waardoor het onmogelijk is een definitieve uitspraak te doen over welke enantiomeer de teratogeniciteit veroorzaakt.

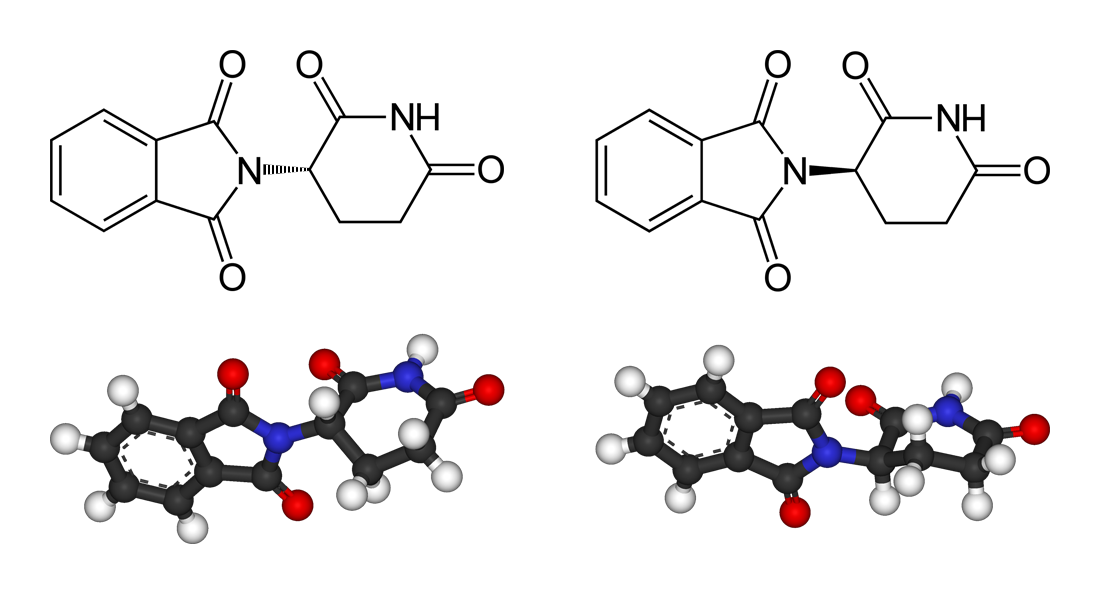
De twee enantiomere vormen van thalidomide: (S)-thalidomide (links) en (R)-thalidomide (rechts)

In 2009 is beschreven dat de teratogeniciteit van thalidomide hoogstwaarschijnlijk afkomstig is van het effect van een geïdentificeerd metaboliet. Dit is onderzocht door experimenten met een variant van het metaboliet, CPS-49 genoemd, dat werkt als angiogeneseremmer en een soortgelijk teratogene werking lijkt te hebben als thalidomide. Een recente publicatie laat zien dat thalidomide de werking van het SALL4 eiwit verstoort. De genetische verschillen die sommige diersoorten ongevoelig voor thalidomide maken, blijken zowel in het SALL4- als in het CRBN-gen te kunnen zitten.

## Andere gebruiksmogelijkheden
Kort na de ontdekking van de schadelijke effecten van thalidomide, kwam men op het idee dat het middel weleens tegen kanker gebruikt zou kunnen worden. De eerste onderzoeken leverden echter niets op. Het middel bleef op de markt omdat bij een aantal andere aandoeningen positieve effecten werden gezien.
- lepra (1964): effectief en werkzaam, echter slechts onder zeer strikte voorwaarden wordt het voorgeschreven;
- ziekte van Behçet (1979): effectiviteit aangetoond, dat echter alleen duurt zolang het middel genomen wordt;
- graft-versus-hostreactie (1988);
- hiv/aids-complicaties zoals zweren en sterke vermagering (1989);
- angiogeneseremmer (1994), dat wil zeggen dat het de vorming van nieuwe bloedvaatjes (angiogenese) afremt, wat van nut kan zijn bij de behandeling van bepaalde vormen van kanker;
- erythema nodosum leprosum (1998)
- multipel myeloom. In 2008 werd het middel voor deze indicatie weer officieel Europees goedgekeurd.[14]

## Geschiedenis van ontstaan thalidomide
Twee onafhankelijk van elkaar werkende onderzoekers beweren, dat thalidomide niet is ontstaan in de laboratoria van Chemie Grünenthal, maar al eerder werd ontwikkeld door onderzoekers in nazi-Duitsland. Het werd volgens dr. Martin Johnson van Thalidomide Trust onder leiding van nazi-wetenschapper Otto Ambros ontwikkeld als een mogelijk middel tegen zenuwgassen als sarin. Ambros werkte bij IG Farben en kwam na de oorlog bij Chemie Grünenthal werken. Een auteur van een boek over nazi-wetenschappers, Carlos DeNapoli, zegt dat in een memo van IG Farben aan het hoofd van Hitlers euthanasie-programma, Karl Brandt, wordt gesproken over een stof waarvan de chemische formule lijkt op die van thalidomide. Volgens hem is de stof getest in concentratiekampen.
De firma Chemie Grünenthal, in 1946 opgericht door de broers Alfred en Herman Wirtz, heeft altijd volgehouden, dat de stof door het bedrijf is ontwikkeld. Volgens haar was dr. Heinrich Mückter een van de uitvinders. Mückter was een farmacoloog die tijdens de oorlog experimenten deed op Poolse gevangenen om een middel tegen buiktyfus te vinden.

## Wetgevende reacties
Op Europees niveau werd Richtlijn 65/65/EEG van de Raad van 26 januari 1965 betreffende de aanpassing van de wettelijke en bestuursrechtelijke bepalingen inzake farmaceutische specialiteiten aangenomen die in een aantal minimumvereisten voorzag voor geneesmiddelen.

## Trivia
- In het Louvre in Parijs hangt een sepiatekening van Francisco de Goya uit 1798, waarop een kind is afgebeeld met de afwijking focomelie.[16] Dit is een aangeboren afwijking waarbij de bovenarm of het bovenbeen ontbreekt en (delen van) de hand direct aan de schouder, en/of de voet direct aan het bekken zitten. Tot 1957 was focomelie een uiterst zeldzame afwijking. Dat veranderde toen Softenon in de handel kwam.[16]